# Armando Silvestri

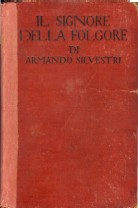
Couverture du Il signore della folgore de Armando Silvestri, Romantica Mondiale Sonzogno, Sonzogno, Milano, 1941.

 Armando Silvestri (né à Palerme le 9 avril 1909 et mort à Rome le   29 mars 1990) est un écrivain de science fiction et journaliste italien. Il a utilisé les pseudonymes de Dario Armani, Ademaro Garbi, Silvar et Tris.

## Biographie
Armando Silvestri est né à Palerme le 9 avril 1909 , diplômé en Ingénierie. Il est actif comme écrivain à partir des années 1920.
Il est rédacteur en chef de la revue du ministère de l'aéronautique italienne. En 1938, il projette l'édition de la première revue de science-fiction en prenant comme exemple celle américaine  Amazing Stories, une revue éditée tous les quatre mois Avventure dello spazio, qui aurait dû sortir en alternance avec celles situées en mer, terre et air. Le projet n'est pas retenu par l'éditeur, et seule la revue consacrée à l'aéronautique est éditée, Avventure del cielo, publiée jusqu'en 1943,.
En 1957, Armando Silvestri se rapproche de Cesare Falessi (it) aux commandes de la revue Oltre il cielo, périodique publié jusqu'en 1970, en format tabloid, publiant en alternance des textes de science-fiction et des articles sur l'aviation et l'astronautique. 
Après la Seconde Guerre mondiale, il fonde à Milan la revue « Ali », toujours consacrée à l'aviation, éditée tous les 15 jours. Le premier numéro sort le 15 avril 1951. En 1954, la revue déménage à Rome et Silvestri, directeur unique change le titre en Ali Nuove.  Armando Silvestri a été aussi traducteur pour divers éditeurs dont Mondadori.
Armando Silvestri est mort à Rome le   29 mars 1990.

## Œuvres
Romans
- La meravigliosa avventura, 1927[7]
- Il signore della folgore, Romantica Mondiale Sonzogno, Sonzogno, 1941

Publications
- Il rapitore della folgore, in Giornale Illustrato dei Viaggi a. XLI-n. 49, Sonzogno, 1925
- Il terrore dallo spazio, aussi Sabotaggio alla base, in Ali a. III, n. 6, Ali Editrice, 1953
- 20 chilogrammi-massa di meno, aussi Venti chili-massa di meno, in Ali a. III, n. 10, Ali Editrice, 1953
- Il pianeta degli esseri turbinanti, in Oltre il Cielo. Missili & Razzi 22, Proprietà E. Silvestri, 1958
- Ares-2, in Corriere dei Piccoli, 1966
- Il creatore di mummie, in Ottocento nero italiano. Narrativa fantastica e crudele, Biblioteca Aragno, Nino Aragno Editore, 2009